# Єллоустоун (телесеріал)
«Єллоусто́ун» (англ. Yellowstone) — американський драматичний телесеріал, створений Тейлором Шеріданом та Джоном Лінсоном. Головні ролі виконали Кевін Костнер, Келлі Райллі, Люк Граймс, Денні Г'юстон, Коул Гаузер, Дейв Еннейбл, Веслі Бентлі та Ґіл Бірмінґем. Прем'єра телесеріалу відбулася 20 червня 2018 року на каналі «Paramount Network». 24 липня 2018 року «Paramount Network» оголосив про продовження телесеріалу на другий сезон, у ньому заплановано 10 епізодів, які знімуть у штатах Юта та Монтана.
21 червня 2020 року — третій сезон. Після успішних трьох сезонів компанія Paramount Network оголосила про створення четвертого сезону.

## Синопсис
Родина Даттонів мешкає в Монтані[джерело?] на одному з найбільших у США ранчо, яке межує із відомим національним парком. Джон Даттон (Кевін Костнер), голова родини, змушений увесь час боротися за свою землю, на яку претендують парк, індіанці з резервації та забудовники.

## У ролях
Головні
- Кевін Костнер — Джон Даттон, голова родини Даттонів;
  - Джош Лукас — молодий Джон Даттон;
- Люк Граймс — Кейсі Даттон, син Джона Даттона;
- Келлі Райллі — Бет Даттон, донька Джона Даттона;
- Веслі Бентлі — Джеймі Даттон, адвокат, син Джона Даттона;
- Коул Гаузер — Ріп Вілер, права руки Джона Даттона на ранчо;
- Келсі Чоу — Моніка Даттон, дружина Кейсі, індіанка;
- Бреккен Меррілл — Тейт Даттон, син Кейсі та Моніки, єдиний онук Джона;
- Джефферсон Вайт — Джиммі Гердстром, помічник на ранчо;
- Денні Г'юстон — Ден Дженкінс, землевласник;
- Ґіл Бірмінґем[en] — Томас Рейнвотер, очільник індіанської резервації.

Другорядні
- Венді Моніз — Лайнела Перрі, губернаторка штату Монтана;
- Джилл Геннессі — сенаторка Гантінґтон;
- Фредрік Лене — Карл Рейнольдс, друг Джона Даттона;
- Ґретчен Мол — Евелін Даттон, загибла дружина Джона Даттона;
- Мікаела Конлін — Сара Нґуєн, журналістка;
- Райан Бінґем — Вокер, новий ковбой на ранчо;
- Ніл Макдонаф — Мальком Бек, бізнесмен із Монтани;
- Мартін Сенсмейер — Мартін, фізіотерапевт;
- Келлі Рорбах — Кессіді Рід;
- Стівен Вільямс — ветеран-ковбой;
- Джош Голловей — Роарк Морріс, власник ранчо та акціонер;
- К'оріанка Кілчер — Анджела Блю Тандер, юристка;
- Вілл Паттон — Гаррет Рендалл;
- Джекі Вівер — Керолайн Ворнер;
- Тейлор Шерідан — Тревіс Вітлі;
- Пайпер Перабо — Саммер Хіггінс, зооактивістка;
- Ліллі Кей — Клара Бревер, помічниця (асистентка) Джона Даттона.

## Епізоди
| Сезон | Епізоди | Епізоди | Оригінальний показ | Оригінальний показ |
| Сезон | Епізоди | Епізоди | Перший показ       | Останній показ     |
| ----- | ------- | ------- | ------------------ | ------------------ |
| 1     | 9       | 9       | 20 червня 2018     | 22 серпня 2018     |
| 2     | 10      | 10      | 19 червня 2019     | 28 серпня 2019     |
| 3     | 10      | 10      | 21 червня 2020     | 23 серпня 2020     |
| 4     | 10      | 10      | 7 листопада 2021   | 2 січня 2022       |
| 5     | 14      | 8       | 13 листопада 2022  | 1 січня 2023       |
| 5     | 14      | 6       | 10 листопада 2024  | TBA                |

## Нагороди та номінації
| Рік  | Нагорода                                    | Категорія                                                                             | Номінант                      | Результат | Ref.  |
| ---- | ------------------------------------------- | ------------------------------------------------------------------------------------- | ----------------------------- | --------- | ----- |
| 2019 | American Society of Cinematographers Awards | Outstanding Achievement in Cinematography in Regular Series for Commercial Television | Бен Річардсон (за «Світанок») | Номінація | [ 5 ] |

## Рейтинги
Прем'єра телесеріалу «Єллоустоун» зібрала приблизно 2,8 мільйона глядачів у прямому ефірі, ставши найпопулярнішим оригінальним серіалом в історії «Paramount Network». Якщо враховувати два повторних покази в наступні дні, авдиторія прем'єрного показу збільшується майже до 4 мільйонів. Серіал показав зростання глядацького інтересу протягом сезону та став одним з найпопулярніших шоу на каналі «Paramount Network» за всю історію.
Другий сезон став найпопулярнішим на телеканалі Paramount Network, його рейтинги не падали нижче 2-х млн глядачів протягом усього сезону. Серія «За нами тільки імла» («Behind Us Only Grey») зібрала майже 6 млн телеглядачів за тиждень, ставши найпопулярнішим епізодом серіалу. У липні 2019 року «Paramount Network» продовжив серіал на третій сезон.

## Цікавинки
Кевін Костнер у телесеріалі «Єллоустоун» отримує по 500 тисяч доларів за серію, і є третім серед найбільш оплачуваних телеакторів США.